# (14947) Luigibussolino
(14947) Luigibussolino (1996 AB4) – planetoida z pasa głównego asteroid okrążająca Słońce w ciągu 3,49 lat w średniej odległości 2,3 j.a. Odkryta 15 stycznia 1996 roku.